# Mondi nuovi
Mondi nuovi, sottotitolata quindicinale di avventure nello spazio, è stata una rivista italiana di fantascienza pubblicata dall'agosto all'ottobre 1952 dalle Edizioni Diana di Roma per 6 numeri e diretta da Eggardo Beltrametti (direttore responsabile Nello Conforti). Fu la seconda rivista italiana specializzata nel settore subito dopo Scienza Fantastica (uscita cinque mesi prima) e la prima a pubblicare anche fumetti. Pubblicava a puntate racconti e storie a fumetti di autori italiani.
Tutti gli autori della rivista erano reduci della Repubblica Sociale Italiana sotto pseudonimi (per lo più anglosassoni). Tutte le copertine furono realizzate da Enzo Cassoni.
Erede di Mondi nuovi fu la rivista Mondi astrali del 1955 (4 numeri) di G. Gioggi Editore, che fu a sua volta diretta da E. Beltrametti, con illustrazioni e copertina di Buzzelli, ma in formato diverso e senza fumetti.
Mondi nuovi ebbe una ristampa anastatica completa edita da Comics Library Club nel 1981.

## Storie a fumetti
I fumetti pubblicati a puntate furono:
- I pionieri della Via Lattea di Guido Buzzelli (con lo pseudonimo di Ludwidg Blyth)
- I corsari della galassia di Lombardi (con lo pseudonimo di Gagy)
- Il mistero del satellite H-15 su testi di Enrico de Boccard (con lo pseudonimo di E. Grafson) e disegni di Guido Buzzelli
- Il dottor Hodler di N. Pietramella.